# 브로츠와프 왕궁

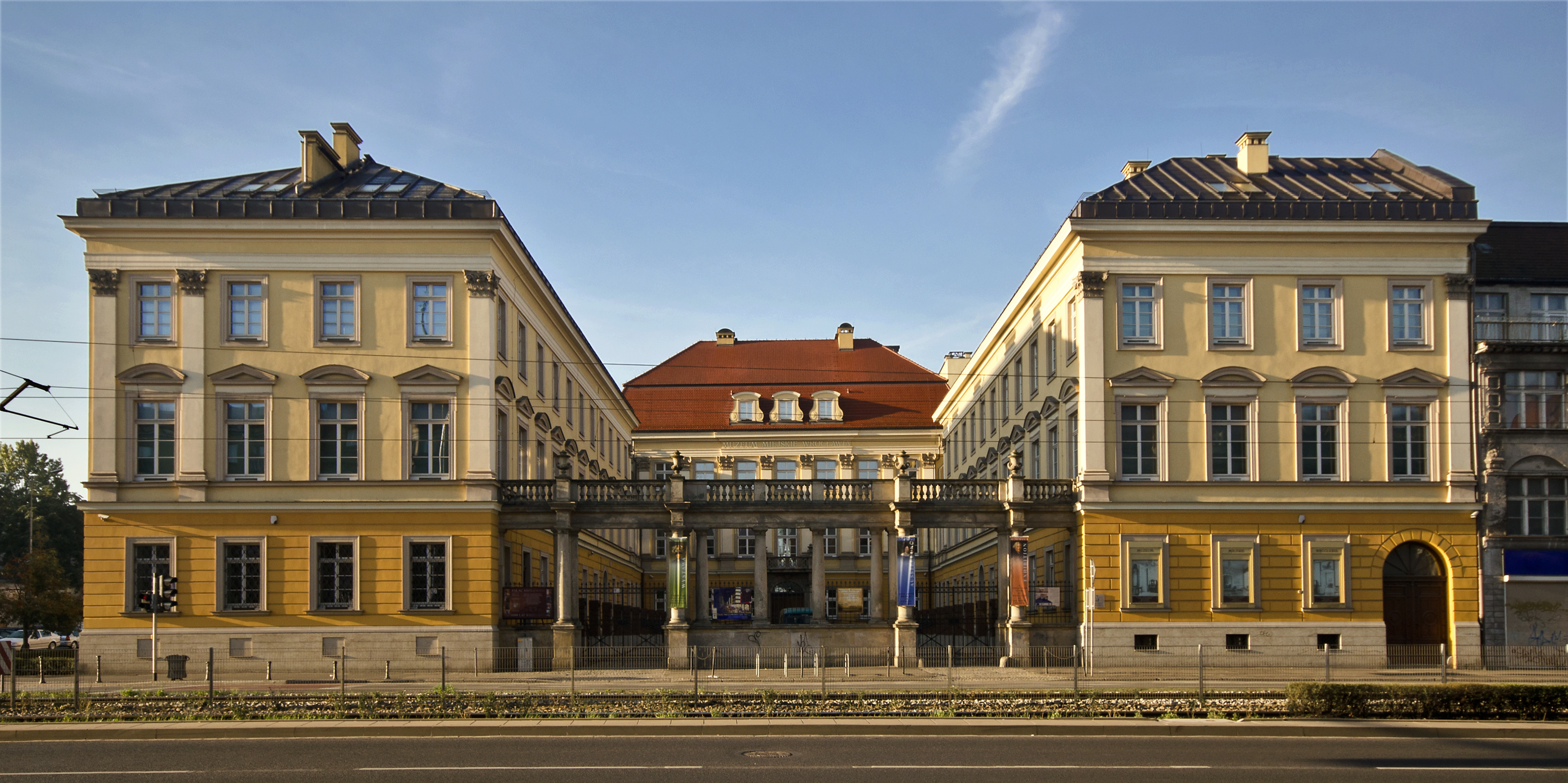
브로츠와프 왕궁

브로츠와프 왕궁(폴란드어: Pałac królewski we Wrocławiu)은 폴란드 돌니실롱스크주 브로츠와프에 있는 궁전이다. 본래 이 궁전 18세기에서 20세기까지 호엔촐레른가의 프로이센 왕들이 브로츠와프에 거주하던 곳다. 현재는 브로츠와프 시립 박물관과 메달 예술 박물관이 들어서 있다.